# Chaussenac
Chaussenac är en kommun i departementet Cantal i regionen Auvergne-Rhône-Alpes i mitten av Frankrike. Kommunen ligger  i kantonen Pleaux som ligger i arrondissementet Mauriac. År 2022 hade Chaussenac 223 invånare.

## Befolkningsutveckling
Antalet invånare i kommunen Chaussenac
Referens:INSEE